# Robert Haerdter
Robert Haerdter (geboren am 15. Mai 1907 in Mannheim; gestorben am 3. April 1995 in Stuttgart) war ein deutscher Schriftsteller und Journalist.

## Leben
Haerdter war der Sohn des Zollbeamten Georg August Haerdter (1880–1956) und von Luise Wilhelmine, geb. Murgler (1876–1950). Er besuchte zunächst die Oberrealschule in Mannheim und nach dem Umzug auf die Reichenau 1920 die Oberrealschule in Konstanz. Nach dem Abitur 1927 studierte er Rechtswissenschaft, Kultursoziologie und Geschichte in Berlin, Heidelberg und Wien. 1932 promovierte er bei Arnold Bergstraesser in Heidelberg über Wirtschaftsgeist und Politik und heiratete 1933.
Von 1933 bis 1934 arbeitete er bis zu deren Verbot bei der Vossischen Zeitung in Berlin, war dann 1935 Assistent bei der Deutschen Buch-Gemeinschaft und von 1936 bis zu deren Verbot 1943 Redakteur bei der Frankfurter Zeitung. Später wurde bekannt, dass bei einem Erfolg des Attentats auf Hitler vom 20. Juli 1944 Haerdter der Chefredakteur der Deutschen Allgemeinen Zeitung werden sollte, die als Zentralorgan der geplanten Regierung Goerdeler gedacht war. 1944 wurde die Frankfurter Wohnung ausgebombt und Haerdter zum Kriegsdienst eingezogen. 1945 geriet er in amerikanische Kriegsgefangenschaft, aus der er bald wieder entlassen wurde.
Nach Kriegsende ließ Haerdter sich in Ludwigshafen am Bodensee nieder und wurde zusammen mit Benno Reifenberg Begründer der in der Tradition der Frankfurter Zeitung stehenden Zeitschrift Die Gegenwart, die er bis 1958 mit herausgab. Von 1959 an war er Chefredakteur der Stuttgarter Zeitung und neben Josef Eberle und Peter Härlin maßgeblich für Gesicht und politische Linie der Zeitung, nach sachlichen und politischen Differenzen mit der Verlagsleitung wurde sein Vertrag 1965 jedoch nicht mehr verlängert. Von 1966 bis 1972 war Haerdter dann Redakteur der Stuttgarter Nachrichten, für die er Leitartikel und politische Kommentare schrieb. Außerdem sprach er Rundfunkkommentare für den Hessischen Rundfunk und für den Südwestrundfunk und schrieb viele Jahre lang eine Kolumne für den sozialdemokratischen Vorwärts.
Bereits 1943 hat er einen ersten Erzählband veröffentlicht. In den folgenden Jahren erschienen Sammlungen von Haerdters Essays und zeitgeschichtlichen Betrachtungen sowie Reiseskizzen. 1968 erhielt er den renommierten Theodor-Wolff-Preis. Ab 1970 war er Mitglied des deutschen PEN-Zentrums.

## Auszeichnungen und Mitgliedschaften
- 1965: Deutscher Journalistenpreis[1]
- 1968: Theodor-Wolff-Preis

## Werke
- Wirtschaftsgeist und Politik. Eine historisch-politische Studie über Werden und Wesen der Verwirtschaftlichung der Politik im Zeitalter des modernen Kapitalismus. Dissertation Heidelberg. Frankfurt am Main 1936.
- Der Schuss auf dem See. Erzählung. Frankfurt 1943.
- Bodensee-Wanderung: 40 Zeichnungen. Zeichnungen von Joachim Lutz. Text von Haerdter. Lindau 1949.
- Spanisches Capriccio. Bilder einer Reise. München 1957.
- Signale und Stationen: 1945/1973. Bonn 1974.
- Tagebuch Europa. Stätten und Zeiten. München 1967. Neuauflage unter dem Titel Schauplatz Europa. Drehbühne der Geschichte München 1981.